# 戸塚宿

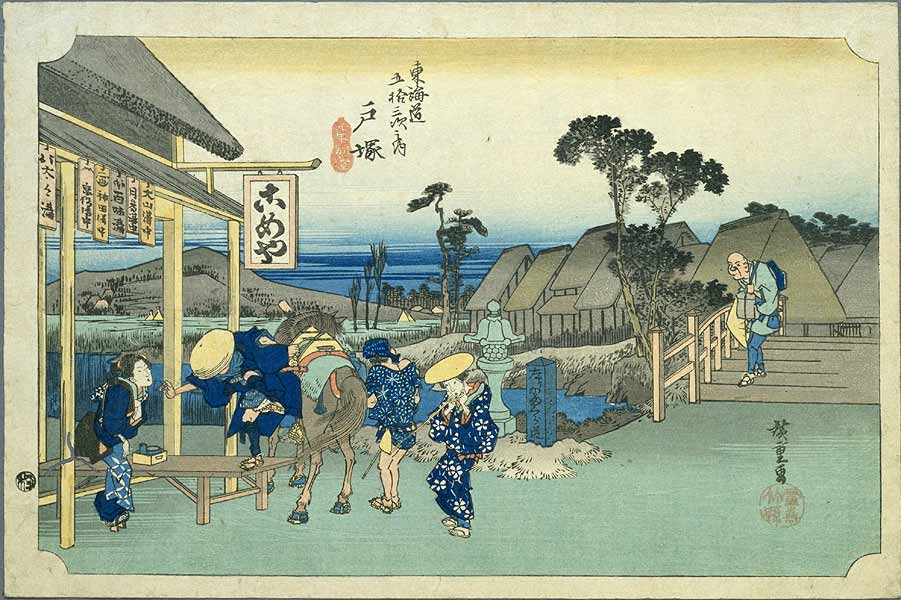
戸塚宿（歌川広重『東海道五十三次』より）

戸塚宿（とつかしゅく、とつかじゅく）は、東海道五十三次の5番目の宿場である。東海道では相模国最東端の宿場町である。

## 概要
相模国鎌倉郡（今の神奈川県横浜市戸塚区）にあった。日本橋から旅程がちょうど一泊目にあたり、旅籠数が五十三次中、小田原宿に次ぐ規模であった。当初、保土ヶ谷宿の次は藤沢宿であったが、上記の理由から戸塚にも宿屋が増え、客を奪われることを恐れた藤沢宿の猛反対を押し切り、幕府公認となった。

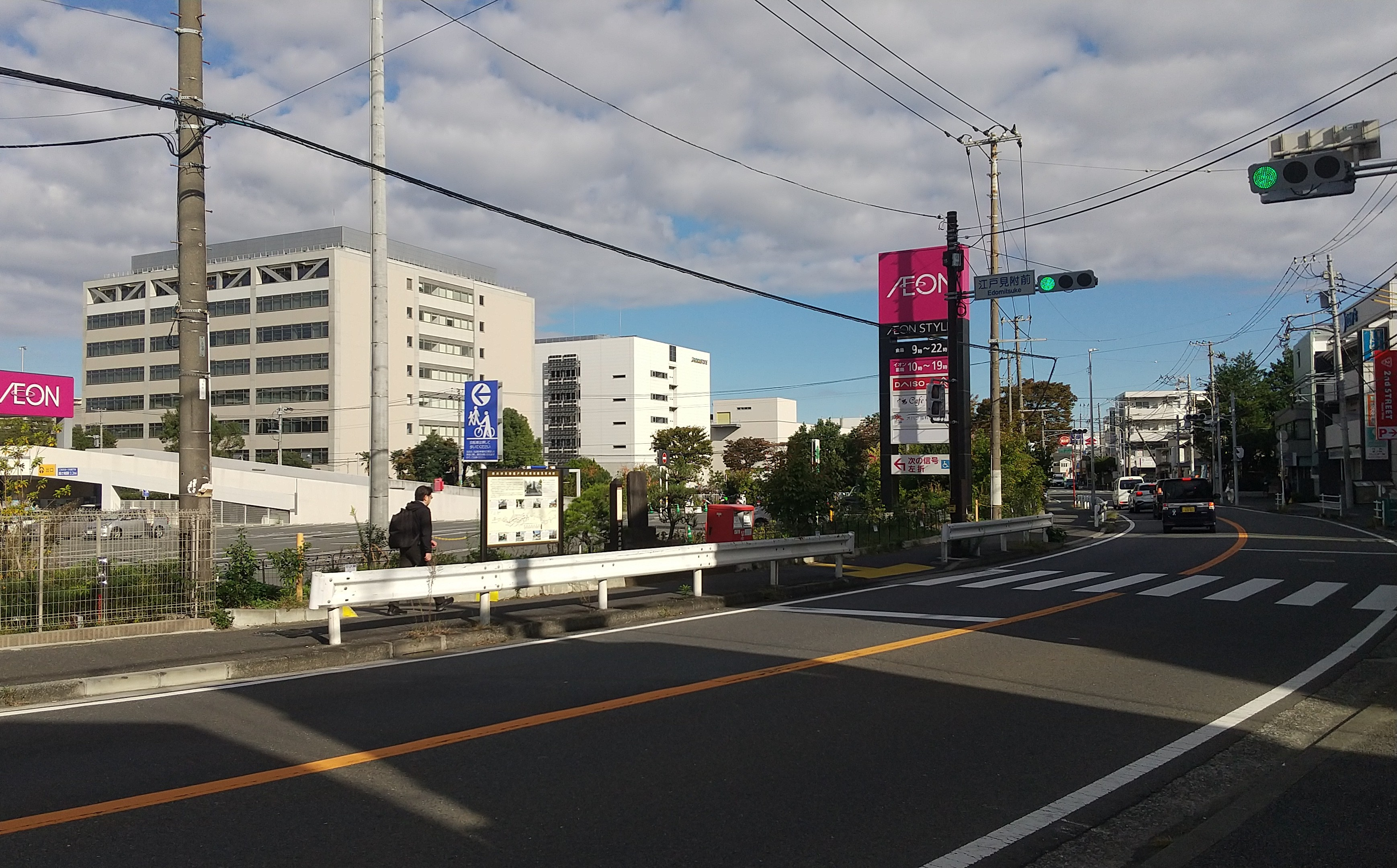
江戸方見附跡付近

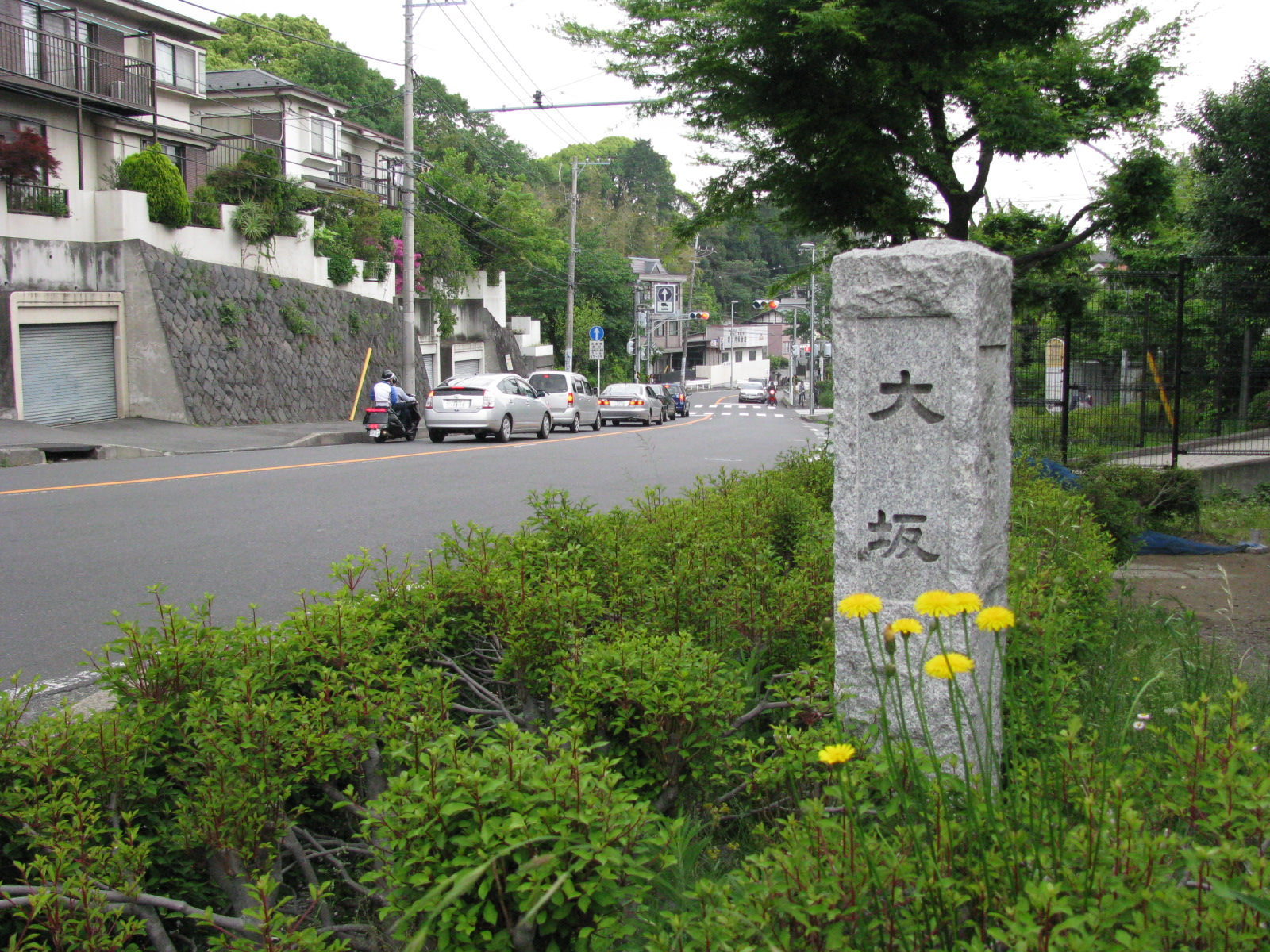
上方見附跡付近

吉田町、戸塚町、矢部町の三町からなる。見附は、現在の吉田町イオン前と戸塚町大坂下(バス停前)にあり、品濃町と原宿町に一里塚が残る。大山道、鎌倉街道、厚木街道などと交差する要衝であった。幕末の黒船来航の際には、避難民が逃げてきたといわれている。

## 本陣
澤辺・内田の二軒の本陣があった。澤邉本陣跡には屋敷神であった羽黒神社が現存している。内田本陣跡は戸塚郵便局になっている。

## 備考
戸塚宿にちなむ川柳「佐野の馬 戸塚の坂で 二度転び」は鉢の木物語のパロディで、「いざ鎌倉」と馳せ参じた老馬が鎌倉目前の戸塚で転んだ、という意味。「戸塚の坂」は戸塚宿の上方寄りにある大坂、あるいは保土ヶ谷宿との間にある権太坂や品濃坂（東戸塚駅近く）のことともいう。
元遊廓の名残として、料亭の「丁字屋」が近年まで営業していた。

## 最寄り駅
JR東海道本線・横須賀線・湘南新宿ライン・横浜市営地下鉄ブルーライン 戸塚駅

## 隣の宿場
保土ヶ谷宿 - 戸塚宿 - 藤沢宿（途中に原宿と鉄砲宿の2つの間宿がある。）